# باول بيسرني
باول بيسرني (بالإنجليزية: Paul Picerni)‏ هو ممثل أمريكي، ولد في 1 ديسمبر 1922 بنيويورك في الولايات المتحدة، وتوفي في 12 يناير 2011 في الولايات المتحدة بسبب نوبة قلبية. من الجوائز التي نالها صليب الطيران المتميز.

## أعمال

### أفلام
- (1953) بيت الشمع
- (1960) الشقة
- (1969) تشي!
- (1970) المطار[5][6][7]

### مسلسلات
- باتمان

## جوائز
- صليب الطيران المتميز

## وصلات خارجية
- باول بيسرني على موقع IMDb (الإنجليزية)
- باول بيسرني على موقع ألو سيني (الفرنسية)
- باول بيسرني على موقع أول موفي (الإنجليزية)
- باول بيسرني على موقع قاعدة بيانات الأفلام السويدية (السويدية)
- باول بيسرني على موقع إن إن دي بي (الإنجليزية)
- باول بيسرني على موقع قاعدة بيانات الفيلم (الإنجليزية)
- باول بيسرني على موقع كينوبويسك (الروسية)